# 吹上駅 (埼玉県)

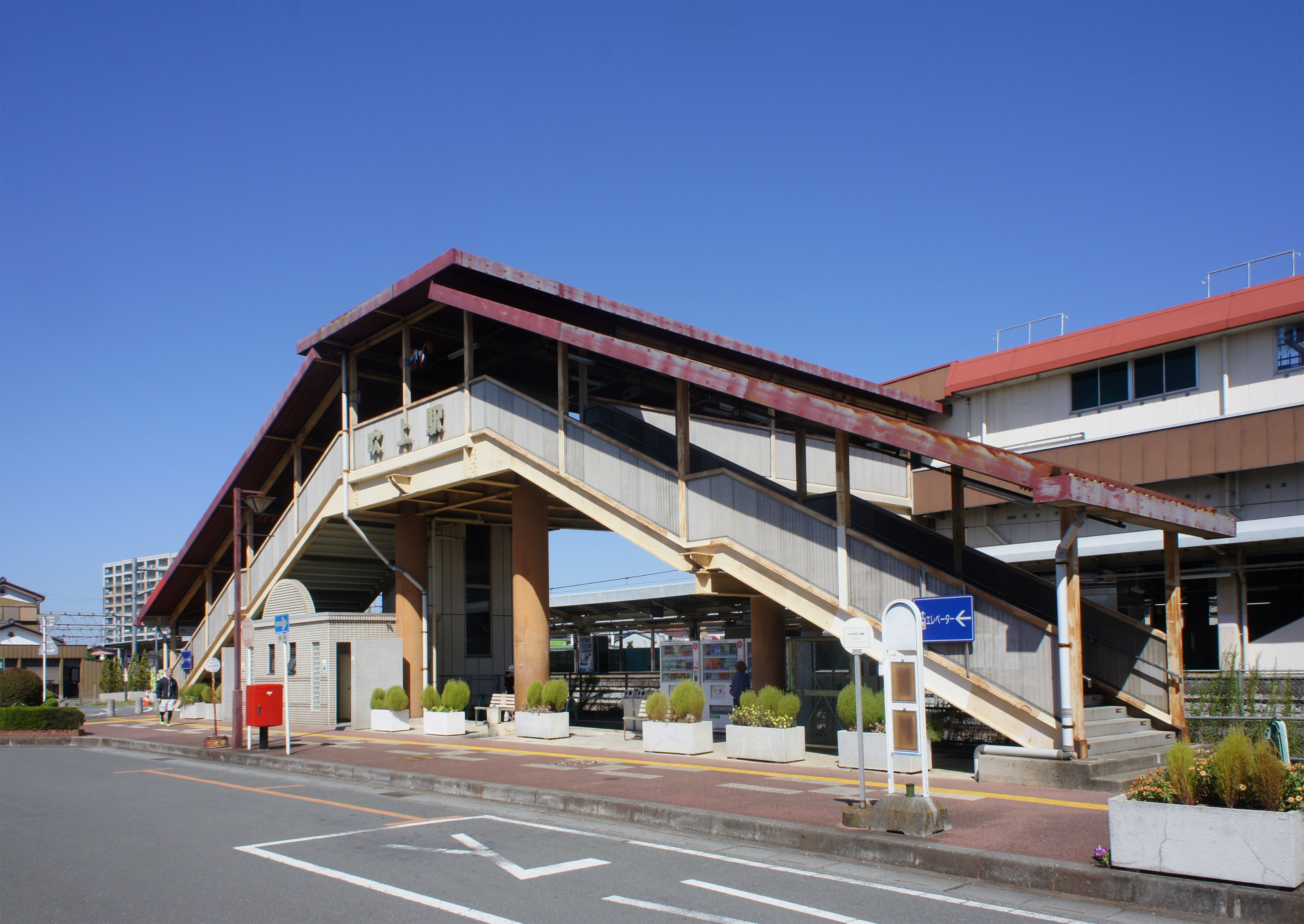
南口（2021年10月）

吹上駅（ふきあげえき）は、埼玉県鴻巣市吹上本町一丁目にある、東日本旅客鉄道（JR東日本）・日本貨物鉄道（JR貨物）高崎線の駅である。
上野駅発着系統と、新宿駅経由で東海道線に直通する湘南新宿ライン、上野駅・東京駅経由で東海道線に直通する上野東京ラインが停車する。

## 歴史

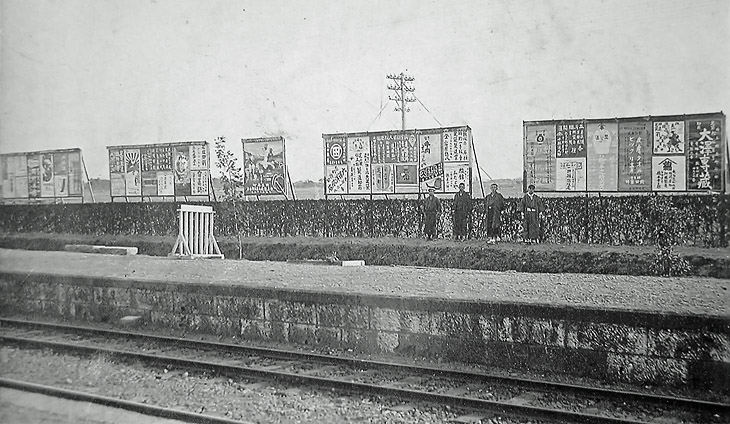
停車場内の広告板（1912年）

- 1885年（明治18年）3月1日：日本鉄道の駅として開業[1][2]。
- 1901年（明治34年）6月：忍馬車鉄道（行田馬車鉄道の前身）が駅前に乗り入れ開始。
- 1906年（明治39年）11月1日：国有化、官設鉄道の駅となる[2]。
- 1922年（大正11年）頃：行田馬車鉄道の乗り入れ廃止。
- 1974年（昭和49年）5月：跨線橋を設置。
- 1980年（昭和55年）8月21日：車扱貨物の取扱を廃止、専用線発着は継続[2]。
- 1981年（昭和56年）10月20日：橋上駅舎に改築。
- 1985年（昭和60年）3月14日：荷物の取扱を廃止[2]。
- 1986年（昭和61年）12月28日：みどりの窓口開設[5]。
- 1987年（昭和62年）4月1日：国鉄分割民営化、東日本旅客鉄道（JR東日本）が継承し東京圏運行本部 高崎運行部の所属となる。貨物駅としては日本貨物鉄道（JR貨物）が継承[2]。
- 1995年（平成7年）2月2日：改札口に自動改札機を設置[6]。
- 2001年（平成13年）
  - 11月18日：ICカード「Suica」エリアに追加される[広報 1]。
  - 12月1日：湘南新宿ライン発着開始。
- 2002年（平成14年）3月23日：貨物列車の設定廃止。
- 2010年（平成22年）：北口の駅前ロータリー改修。
- 2016年（平成28年）3月10日：早朝無人化[7]。
- 2017年（平成29年）7月：業務委託化。
- 2023年（令和5年）10月31日：みどりの窓口の営業を終了[3]。

## 駅構造
単式ホーム1面1線（1番線）、島式ホーム1面2線（2・3番線）、計2面3線のホームと3番線の南口側に側線1線（レールは錆び、架線は電路設備更新時に撤去されている）、1番線の北口側東京寄りに保守車両の基地・引き込み線1線を有する地上駅で、橋上駅舎を有している。
南口側東京寄りに隣接して「吹上変電所」が設置されており、駅ホームを饋電線・帰線が縦断している。
高崎支社所属熊谷統括センター管轄鴻巣駅管理で、駅業務をJR東日本ステーションサービスに委託している業務委託駅となっている。多機能券売機・指定席券売機・自動改札機が設置され、各ホームにはATOS設備、エレベーターおよびエスカレータがある。2016年3月10日より、早朝は遠隔対応のため改札係員は不在となり、一部の自動券売機のみ稼働する。
構内には「NewDays KIOSK」吹上駅改札内店が、北口ロータリー前には「NewDays」吹上店が併設されている。改札外北口寄り（券売機の奥）にコインロッカー、証明写真機及びセブン銀行ATMＪＲ吹上駅 共同出張所が設置されている。改札外南口寄りに立ち食いそば店（そば処中山道）が営業していたが、2016年4月1日をもって閉店した。

### のりば
| 番線 | 路線             | 方向 | 行先                       | 備考            |
| ---- | ---------------- | ---- | -------------------------- | --------------- |
| 1・2 | ■ 高崎線         | 上り | 大宮・東京・新宿・横浜方面 | 2番線は一部列車 |
| 1・2 | ■ 湘南新宿ライン | 上り | 大宮・東京・新宿・横浜方面 | 2番線は一部列車 |
| 1・2 | ■ 上野東京ライン | 上り | 大宮・東京・新宿・横浜方面 | 2番線は一部列車 |
| 2・3 | ■ 高崎線         | 下り | 熊谷・高崎・前橋方面       | 2番線は一部列車 |

（出典：JR東日本:駅構内図）
- 1番線は単式ホームであり、2・3番線が島式ホームで対面となっている。
- 湘南新宿ラインの列車は大船駅から、上野東京ラインの列車は上野駅を経由して東京駅から、東海道線へ直通する。
- 上下共用の待避線である2番線は、特急の通過待ちを行う列車が使用するが、使用頻度は年々減少しており、2023年3月改正ダイヤでは、定期旅客列車は上下それぞれ平日に1本ずつのみ通過待ち合わせを行う（これ以外にダイヤ乱れ時の臨時待ち合わせや、回送列車や臨時列車が入線して客扱い無く定期列車を先行させるのにも使用される）。
  - 待ち合わせの利用以外にも、2014年後半以降、湘南新宿ラインでダイヤ乱れが生じた場合に、朝夕夜間を中心に同籠原駅発着列車などが当駅 - 籠原駅間の運転を打ち切り、当駅2番線で折り返し運転を行って遅延回復を図ることがある（日中は鴻巣駅あるいは当駅経由熊谷駅折り返しが多い）。また、熊谷駅方面で不通となった場合[注釈 2]など、まれに上野口の列車においても当駅で折り返し運転する場合がある。なお、2024年現在普通列車に使用されているE231系・E233系電車（のみならず、すべての車両）では行き先表示で当駅は未対応（籠原または熊谷行きあるいは、行き先無しの「普通」のみ、いずれかの表示となり、車掌のアナウンスにて対応）。駅構内の発車案内LED・自動音声では案内可能。
- 発車メロディには、鴻巣市出身のシンガーソングライター・美根ゆり香の曲である「HANDS - 大きな手から小さな手へ - 」が採用されている[9]。

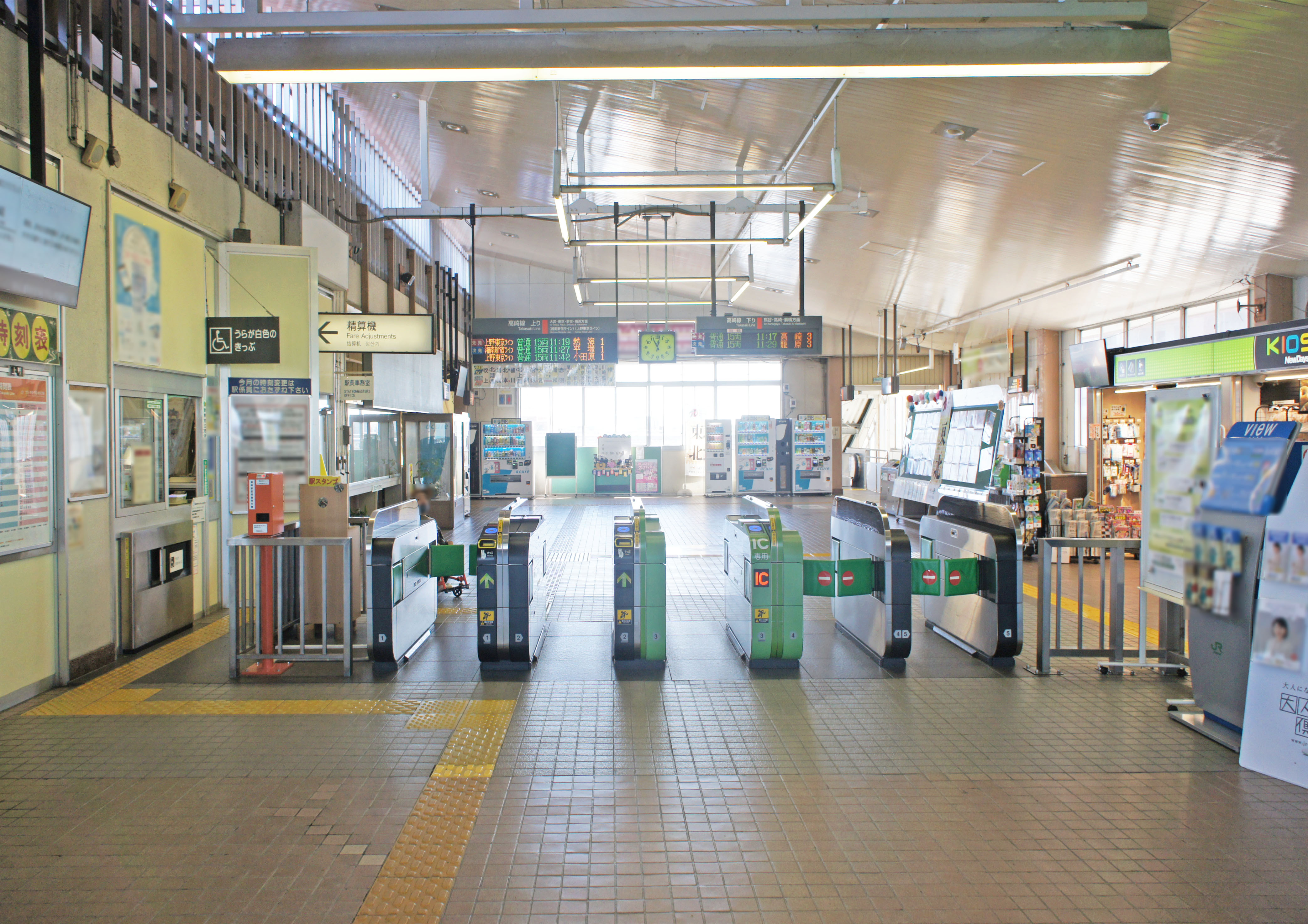
改札口（2021年10月）
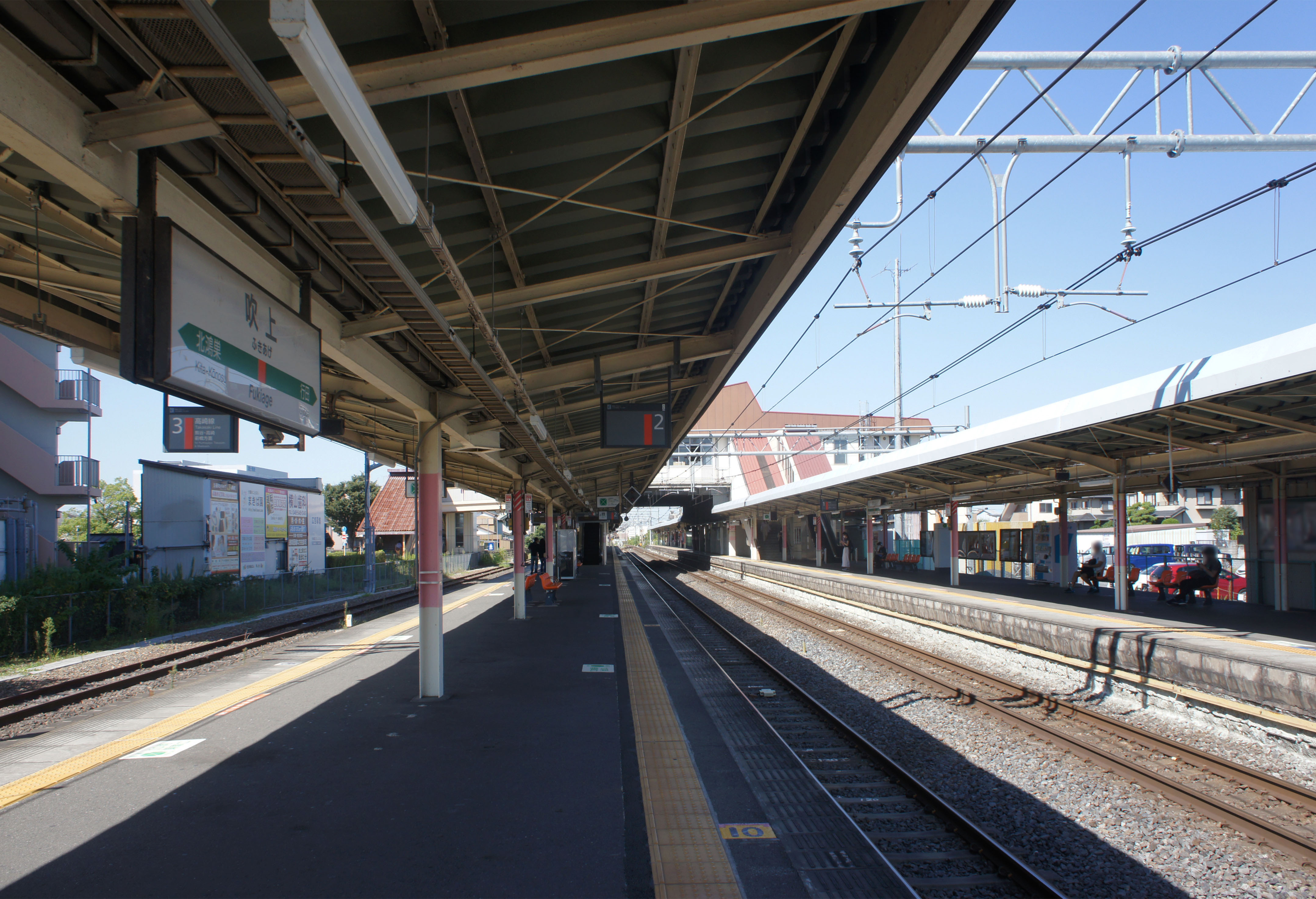
ホーム（2021年10月）

## 貨物取扱

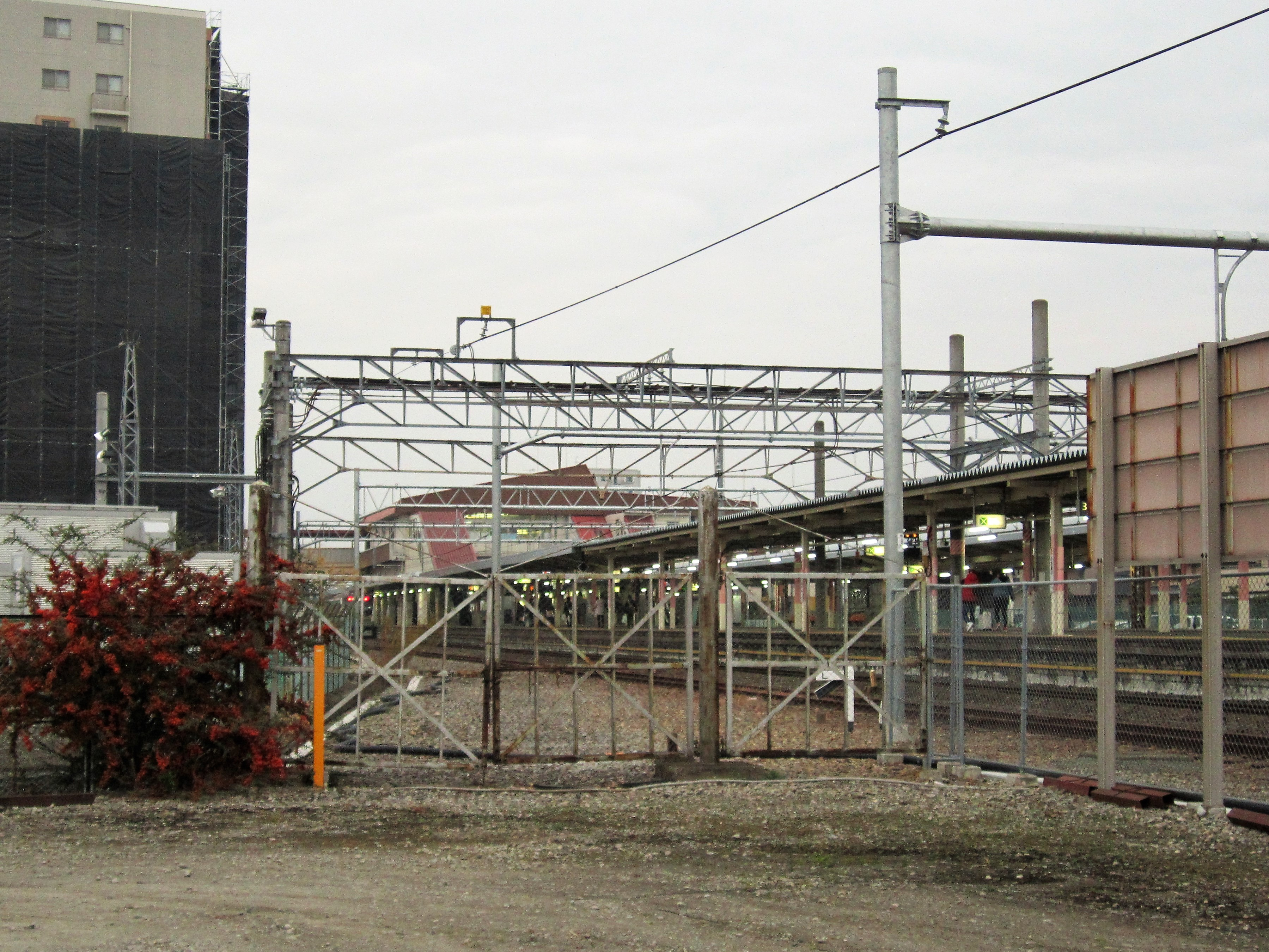
側線とタイムズ駐車場（当時）の間の鉄格子の扉

現在、当駅は臨時車扱貨物の取扱駅となっており、定期貨物列車の設定はない。
かつては、駅に隣接していた関東菱油（新日本石油系、旧・三菱石油系）吹上油槽所（現 ドラッグストアコスモス吹上店、セブン-イレブン鴻巣南1丁目店、その近隣の新興住宅地、関東菱油子会社ダイヤ運輸の営業所がある一帯）への専用線があり、根岸駅から石油類が輸送されていたが、2002年（平成14年）3月に廃止された。その後長らく、南端の側線と更地の間に残されている列車が通れる幅の大きさの鉄格子の扉が当時の面影を残していた（鉄道設備は既に完全に撤去）が、扉の近接地で2024年にドラッグストアコスモスの建設工事が行われた際、扉が撤去されその遺構はほとんど残っていない。

## 利用状況
2023年度（令和5年度）の1日平均乗車人員は7,783人である。
JR東日本および埼玉県統計年鑑によると、1990年度（平成2年度）以降の1日平均乗車人員の推移は以下の通り。
| 年度               | 1日平均 乗車人員 | 出典     |
| ------------------ | ---------------- | -------- |
| 1990年（平成02年） | 11,089           |          |
| 1991年（平成03年） | 11,527           |          |
| 1992年（平成04年） | 11,469           |          |
| 1993年（平成05年） | 11,499           |          |
| 1994年（平成06年） | 11,494           |          |
| 1995年（平成07年） | 11,365           |          |
| 1996年（平成08年） | 11,335           |          |
| 1997年（平成09年） | 10,943           |          |
| 1998年（平成10年） | 10,673           |          |
| 1999年（平成11年） | 10,412           | [ * 1 ]  |
| 2000年（平成12年） | 10,186           | [ * 2 ]  |
| 2001年（平成13年） | 10,028           | [ * 3 ]  |
| 2002年（平成14年） | 10,013           | [ * 4 ]  |
| 2003年（平成15年） | 10,027           | [ * 5 ]  |
| 2004年（平成16年） | 10,083           | [ * 6 ]  |
| 2005年（平成17年） | 10,173           | [ * 7 ]  |
| 2006年（平成18年） | 10,349           | [ * 8 ]  |
| 2007年（平成19年） | 10,257           | [ * 9 ]  |
| 2008年（平成20年） | 10,157           | [ * 10 ] |
| 2009年（平成21年） | 9,854            | [ * 11 ] |
| 2010年（平成22年） | 9,711            | [ * 12 ] |
| 2011年（平成23年） | 9,528            | [ * 13 ] |
| 2012年（平成24年） | 9,464            | [ * 14 ] |
| 2013年（平成25年） | 9,450            | [ * 15 ] |
| 2014年（平成26年） | 9,164            | [ * 16 ] |
| 2015年（平成27年） | 9,232            | [ * 17 ] |
| 2016年（平成28年） | 9,206            | [ * 18 ] |
| 2017年（平成29年） | 9,146            | [ * 19 ] |
| 2018年（平成30年） | 9,031            | [ * 20 ] |
| 2019年（令和元年） | 8,899            | [ * 21 ] |
| 2020年（令和02年） | 6,653            |          |
| 2021年（令和03年） | 7,046            |          |
| 2022年（令和04年） | 7,535            |          |
| 2023年（令和05年） | 7,783            |          |

## 駅周辺
鴻巣市吹上地区（旧・北足立郡吹上町）の市街地中心部に位置する。

### 北口
駅北口の駅前通りはそのまま行田市街地まで直結され、同方面へのバスが多数運行されており、行田市への玄関口の役割を果たしているほか、旧中山道吹上宿（間宿）跡・国道17号はこちら側であることから、古くからの市街地となっている。北口のロータリー整備と道路拡幅工事はしばらくの間滞っていたが、2010年に完了した。また、鴻巣市営駐輪場が2007年4月に運営を開始した。
- 吹上郵便局
- 吹上本町郵便局
- 埼玉りそな銀行吹上支店
- 熊谷商工信用組合吹上支店
- 鴻巣市立下忍小学校
- 鴻巣市立吹上北中学校
- ものつくり大学
- 元荒川 - 桜の名所
- 富士電機設備技術センター（旧・富士電機リテイルシステムズ埼玉工場←旧・吹上富士自販機←旧・三洋電機自販機）
- フジモール吹上

### 南口

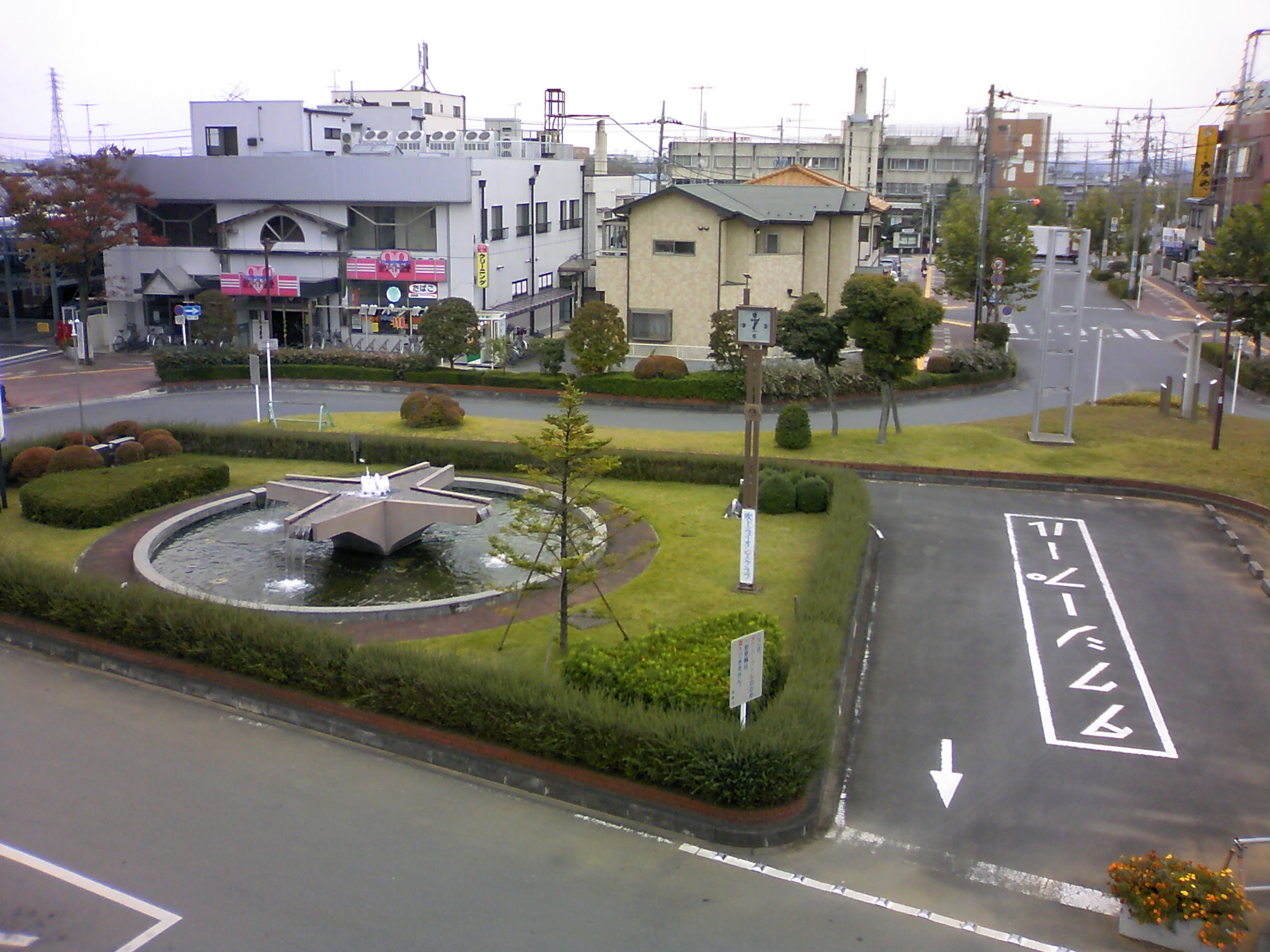
南口ロータリー

北口側と比べると新興住宅地が多いが、その一方で行政施設や大規模工場もあり、吹上地域・旧吹上町の中心地区となっている。
- 鴻巣市役所吹上支所（旧・吹上町役場の場所にあるが、鴻巣市との合併後に建て替えられた）
- 鴻巣市立吹上図書館
- 鴻巣市立吹上小学校（秩父鉄道で運行されているC58形蒸気機関車が保存されていた。その後国鉄DE10形ディーゼル機関車が保存されるも、2015年に解体された[11]）
- 鴻巣市立吹上中学校
- 富士電機機器制御吹上事業所（富士電機グループ、旧・富士電機吹上事業所）
- 群馬銀行吹上支店
- 東和銀行吹上支店

## バス路線
バスは南北共にロータリー内を発着する。以下に挙げる路線の他にスクールバス（南口のみ）・鴻巣市デマンド交通・送迎バス等の発着がある。
また、以下の路線は全て朝日バス加須営業所による運行である。
北口
- 1・2番のりば：朝日バス一般路線[12]
  - FK11〜13／21・23：行田市街方面 ※ 系統（経由地）別のりば
- 3番のりば：フラワー号[13]
  - 吹上コース（北回り）：北鴻巣駅東口行

南口
- フラワー号[13]
  - 吹上コース（南回り）：北鴻巣駅東口行
  - 中山道コース：鴻巣駅東口行

## 隣の駅
東日本旅客鉄道（JR東日本）
■高崎線
■特別快速・■快速「アーバン」
通過
■普通
北鴻巣駅 - 吹上駅 - 行田駅

### 記事本文